# Amor Layouni
Amor Layouni, né le 3 octobre 1992 à Falun, est un footballeur international tunisien évoluant au poste d'ailier gauche au BK Häcken.

## Biographie
Amor Yonas Layouni naît à Falun, en Suède, le 3 octobre 1992, d'un père tunisien, Kamel Layouni, et d'une mère suédoise, Elisabeth Päkkos.

### En club
Le 15 juillet 2013, Layouni est vendu par le Falu FK à l'IK Brage, qui évolue en Superettan.
En janvier 2016, il rejoint le Degerfors IF, où il y paraphe un contrat d'un an avec une option pour deux années supplémentaires.
Ne voulant plus continuer son parcours avec le Degerfors IF, il signe avec le club norvégien d'Elverum Fotball juste avant la fermeture du mercato hivernal nordique 2017.
Le 31 juillet 2017, le FK Bodø/Glimt annonce la signature du Suédo-Tunisien pour un contrat qui s'étend jusqu'à la saison 2018, et propose une option de renouvellement de deux années supplémentaires. En mai 2018, son club décide de lever cette option, et donc de le prolonger désormais jusqu'à la saison 2020.
Le 18 septembre 2019, Amor Layouni est recruté par l'équipe égyptienne du Pyramids FC.
Ne bénéficiant pas de beaucoup de temps de jeu et ne rentrant pas dans les plans de son entraîneur, Layouni rentre en Norvège et signe un contrat de deux saisons avec Vålerenga lors du mercato hivernal de 2021.
En février 2023, il part pour l'Australie rejoindre le Western Sydney FC jusqu'à la fin de saison sous forme de prêt.
Après cette brève expérience, qui lui a permis de réintégrer l'équipe nationale après quatre ans d'absence, il signe un contrat de deux saisons avec le BK Häcken.

### En sélection
Dans des propos relayés par Eurosport Norvège le 21 août 2019, Amor Layouni déclare avoir reçu une convocation de la part de l'équipe nationale tunisienne pour affronter durant le mois de septembre les équipes de Mauritanie et de Côte d'Ivoire lors de deux confrontations amicales et se sentir très fier d'avoir bientôt l'opportunité de représenter son pays d'origine.

## Palmarès
BK Häcken
- Coupe de Suède (1) :
  - Vainqueur : 2025